# Bùi Đại
Thiếu tướng Bùi Đại (sinh 1924) Anh hùng Lực lượng vũ trang, Giáo sư, Tiến sĩ khoa học, Viện sĩ y khoa, Thày thuốc Nhân dân.  Nguyên là: Hiệu phó Học viện Quân y kiêm Viện trưởng Viện Quân y 103; Viện trưởng Viện nghiên cứu Y học Quân sự; Giám đốc Bệnh viện Trung ương Quân đội 108; Phó Ban Bảo vệ sức khỏe Trung ương.

## Thân thế và sự nghiệp
• Ông sinh ngày 30 tháng 9 năm 1924; Quê quán: Phủ Lý, Hà Nam.
• Năm 1945, học xong tú tài tại Trường Bưởi (Hà Nội), thi đỗ vào Cao đẳng Khoa học Hà Nội, ngành y khoa. Sau khi Thực dân Pháp gây nhiều vụ xung đột ra miền Bắc, nhà trường phải đi sơ tán, ông cùng nhiều đồng môn “xếp bút nghiên lên đàng”. Tháng 10 năm 1946 ông nhập ngũ, xung phong đi chăm sóc thương binh ở Quân y vụ Thái Nguyên. Sau khi trường của ông chuyển về chiến khu Việt Bắc, ông được Quân đội cử tiếp tục học Trường Đại học Y khoa của nước Việt Nam kháng chiến ở Chiêm hoá tỉnh Tuyên Quang, do bác sĩ Hồ Đắc Di làm hiệu trưởng, (theo cơ chế "vừa học vừa làm", Mỗi năm về trường học 3-4 tháng còn 8- 9 tháng đi thực tế tại các bệnh viện, trạm xá, quân y chiến dịch), ông đã tốt nghiệp loại ưu. Từ khi vào bộ đội đến năm 1954, ông liên tục phục vụ trong cục Quân y, Tổng cục Cung cấp. Trong 9 năm kháng chiến chống Pháp, ông theo chân bộ đội chủ lực có mặt tại hầu hết các chiến dịch lớn như: Tây Bắc, Thượng Lào… khi chuẩn bị cho chiến dịch Điện Biên Phủ năm 1954, với cương vị là Phó phòng kế hoạch cục Quân y kiêm Phó ban Quân y tiền phương, ông được cùng với Cục trưởng Cục Quân y Vũ Văn Cẩn làm nhiệm vụ khảo sát chiến trường để tổ chức bố trí các trung tâm y tế phục vụ cho chiến dịch.
• Sau Hiệp định Genève (1954), ông được cử đi làm nghiên cứu sinh tại Liên Xô.
• Năm 1957 tốt nghiệp về nước, ông lần lượt giữ các chức vụ: Chủ nhiệm Khoa Truyền nhiễm của Viện 103; Chủ nhiệm Bộ môn Truyền nhiễm Đại học Quân y.
• Năm 1960: Chủ nhiệm Khoa Truyền nhiễm Bệnh viện Trung ương Quân đội 108. 
• Từ năm 1973 đến 1982, ông lần lượt được cử giữ các chức vụ: Phó Viện trưởng rồi Viện trưởng Viện 103 kiêm Hiệu phó Học viện Quân y, nhiều lần vào trực tiếp Chiến trường miền Nam để vừa nghiên cứu khoa học, vừa phục vụ bộ đội.
• Năm 1965, bộ đội và người dân Sơn La bị một đợt sốt không rõ nguyên nhân rất nghiêm trọng. Các nhân viên y tế địa phương đã cho người bệnh dùng thuốc chống sốt rét ác tính nhưng bệnh không những không suy giảm mà còn nặng thêm. Trước tình hình ấy, ông cùng với các cán bộ Khoa truyền nhiễm Bệnh viện 103 được điều gấp lên Sơn La vừa nghiên cứu vừa điều trị, kết quả đã đẩy lùi dịch sốt không rõ nguyên nhân này.
• Những năm 1965-1974: Ông đã tổ chức nhiều đội xung kích đi vào tất cả các chiến trường B3, B1 khu 5, B4 Bình Trị Thiên, hai lần vào B2 Nam Bộ, làm nhiệm vụ đẩy lùi cơn bệnh rốt rét, hạn chế đến mức tối đa để bộ đội phải hy sinh vì sốt rét.
• Năm 1968, ông được Tổng cục Hậu cần cử vào các chiến trường miền Nam với nhiệm vụ nghiên cứu và tìm cho được những giải pháp hữu hiệu điều trị dịch sốt rét ác tính đang bùng phát ở các đơn vị trọng điểm, đồng thời đưa ra được những biện pháp, hướng dẫn cụ thể trong phòng chống và điều trị dịch bệnh trầm kha này một cách căn cơ và hiệu quả về lâu dài. Ông và đoàn công tác đã không quản ngại hy sinh vất vả, vật lộn với dịch bệnh, nghiên cứu, thử nghiệm trong hoàn cảnh ác liệt và thiếu thốn của chiến trường... đã đạt được kết quả tốt đẹp. Ông đã báo cáo và đề đạt với Cục Quân y nhiều phương pháp phòng và điều trị dịch sốt rét ác tính mới hiệu quả. Một trong những biện pháp đó là dùng phối hợp thuốc sốt rét (Quinin hoặc Chloroquine với Pyrimethamine)... đã được Cục Quân y chấp nhận đưa vào điều trị cho bộ đội. Những phương án phòng chống và điều trị của ông đã đáp ứng kịp thời nâng cao sức chiến đấu cho bộ đội trên chiến trường và đã được đưa vào các văn bản chỉ thị hướng dẫn điều trị sốt rét của Cục Quân y, Tổng cục hậu cần và ban Dân y Trung ương cục Miền Nam, áp dụng rộng rãi ở mọi chiến trường, từ tuyến trước hành lang 559, các quân khu B1, B3, B4, B4, B5, B2 về tới các cơ sở điều trị tuyến sau. 
• Năm 1979, ông được bổ nhiệm làm Phó Viện trưởng Viện Quân y 103
• Năm 1981, làm Viện trưởng Viện Quân y 103 kiêm Phó Giám đốc Học viện Quân y
• Năm 1983: Do có nhiều thành tựu trong công tác nghiên cứu phát triển nền y học nước nhà, ông được nhà nước và quân đội cử đi nghiên cứu sinh cao cấp tại Liên Xô.
• Năm 1985, Sau khi đạt được bằng Tiến sỹ Khoa học về y khoa, ông được bổ nhiệm làm Viện trưởng Viện nghiên cứu Y học Quân sự; Chuyên viên cao cấp, ủy viên Hội đồng Khoa học Bộ Y tế, ủy viên thường trực Hội đồng Khoa học Bộ Quốc phòng. Uỷ viên ủy Ban phối hợp trung tâm nhiệt đới Việt Nga.
• Năm 1986, Viện trưởng Bệnh viện Trung ương Quân đội 108; Phó Chủ tịch Hội đồng Bảo vệ Sức khỏe Trung ương.
• Từ năm 1996 ông thôi giữ vai trò quản lý, chuyển sang làm chuyên viên cao cấp của Bệnh viện 108 và vẫn giữ cương vị Phó Chủ tịch Hội đồng Bảo vệ sức khỏe Trung ương cho đến khi nghỉ hưu.
• Năm 2005, ông được nghỉ hưu.
• Thiếu tướng (1985)

## Vinh danh, khen thưởng
- Anh hùng Lực lượng Vũ trang Nhân dân (1989)
- Huân chương Độc lập hạng Ba
- Huân chương Quân công hạng Nhất
- Huân chương Chiến thắng hạng Nhì
- Huân chương Chiến công hạng Nhất, hạng Nhì, hạng Ba
- Huân chương Kháng chiến hạng Hai
- Huân chương Kháng chiến chống Mỹ cứu nước hạng Nhất
- Huân chương chiến sĩ Vẻ vang hạng Nhất, Nhì, ba
- Huân chương chiến sĩ Giải phóng (hạng Nhì, ba)
- Huy chương Quân kỳ Quyết thắng
- Huy chương vì cách mạng Lào (2000)
- Học hàm, Học vị: Giáo sư, Tiến sĩ Khoa học
- Viện sĩ y khoa, Viện Hàn lâm Khoa học New York[3] (New York Academy of Sciences) - 1995
- Danh hiệu Nhà nước: Thầy thuốc Nhân dân (1989)
- Giải thưởng Nhà nước về Khoa học y - dược
- Giải thưởng Hồ Chí Minh về Khoa học y - dược (đồng tác giả)